# Сулима Іван Іванович
Іван Іванович Сулима (? — 1658) — український військовий діяч доби Гетьманщини. Переяславський (1653, 1658), білоцерківський (1656—1657) полковник.

## Життєпис
Син запорозького гетьмана Івана Сулими. Активний учасник Хмельниччини.
У 1649 році — військовий товариш Чорнокам'янської сотні Білоцерківського полку. У 1653 році — очолював Переяславський полк. У 1654 році — насташківський сотник Білоцерківського полку.
З жовтня 1656 по липень 1657 року — білоцерківський полковник. Був одним із заступників наказного гетьмана Антона Ждановича у спільному поході на Річ Посполиту з військом трансільванського князя Дйордя ІІ Ракочі. Брав участь у здобутті Кракова, Любліна, Берестя та Варшави, а також — у нещасливій для союзників битві під Магеровом.
У липні 1657 року, за поразку походу, Б. Хмельницький зняв Сулиму з полковництва і навіть звелів його стратити. Втікаючи від гетьманського гніву, разом зі Ждановичем та Іваном Богуном переховувався у київських монастирях.
Після смерті Б. Хмельницького підтримував його наступника Івана Виговського. Дістав від нього уряд переяславського полковника та брав участь у боях з повсталим полтавським полковником М. Пушкарем. Здобув Гадяч, піддавши місцевих міщан грабунку. За це розстріляний за наказом Виговського 19 червня у Чигирині.

## Нащадки
Син Павло — переяславський полковник у 1661 році, прибічник наказного гетьмана Якима Сомка.